# تشيب روجرز
تشيب روجرز هو سياسي أمريكي، ولد في 3 مايو 1968. نشط حزبياً في الحزب الجمهوري. وقد انتخب عضو مجلس ولاية جورجيا ‏ وانتخب عضو مجلس نواب جورجيا ‏.

## وصلات خارجية
- الموقع الرسمي